# Screen Actors Guild Award voor een uitstekende prestatie door een vrouwelijke acteur in een dramaserie
De Screen Actors Guild Award voor een uitstekende prestatie door een vrouwelijke acteur in een dramaserie (Engels: Outstanding Performance by a Female Actor in a Drama Series) wordt sinds 1994 uitgereikt. Kathy Baker mocht de prijs als eerste in ontvangst nemen.

## Winnaars en genomineerden
De winnaars staan bovenaan in vette letters op een gele achtergrond. De overige acteurs en series die werden genomineerd staan eronder vermeld in alfabetische volgorde.

### 1994-1999
| Jaar               | Acteur                    | Serie |
| ------------------ | ------------------------- | ----- |
| 1994 (1e)          |                           |       |
| Kathy Baker        | Picket Fences             |       |
| Swoosie Kurtz      | Sisters                   |       |
| Angela Lansbury    | Murder, She Wrote         |       |
| Jane Seymour       | Dr. Quinn, Medicine Woman |       |
| Cicely Tyson       | Sweet Justice             |       |
| 1995 (2e)          |                           |       |
| Gillian Anderson   | The X-Files               |       |
| Christine Lahti    | Chicago Hope              |       |
| Sharon Lawrence    | NYPD Blue                 |       |
| Julianna Margulies | ER                        |       |
| Sela Ward          | Sisters                   |       |
| 1996 (3e)          |                           |       |
| Gillian Anderson   | The X-Files               |       |
| Kim Delaney        | NYPD Blue                 |       |
| Christine Lahti    | Chicago Hope              |       |
| Della Reese        | Touched by an Angel       |       |
| Jane Seymour       | Dr. Quinn, Medicine Woman |       |
| 1997 (4e)          |                           |       |
| Julianna Margulies | ER                        |       |
| Gillian Anderson   | The X-Files               |       |
| Kim Delaney        | NYPD Blue                 |       |
| Christine Lahti    | Chicago Hope              |       |
| Della Reese        | Touched by an Angel       |       |
| 1998 (5e)          |                           |       |
| Julianna Margulies | ER                        |       |
| Gillian Anderson   | The X-Files               |       |
| Kim Delaney        | NYPD Blue                 |       |
| Christine Lahti    | Chicago Hope              |       |
| Annie Potts        | Any Day Now               |       |
| 1999 (6e)          |                           |       |
| Edie Falco         | The Sopranos              |       |
| Gillian Anderson   | The X-Files               |       |
| Lorraine Bracco    | The Sopranos              |       |
| Nancy Marchand     | The Sopranos              |       |
| Annie Potts        | Any Day Now               |       |

### 2000-2009
| Jaar               | Acteur                            | Serie |
| ------------------ | --------------------------------- | ----- |
| 2000 (7e)          |                                   |       |
| Allison Janney     | The West Wing                     |       |
| Gillian Anderson   | The X-Files                       |       |
| Edie Falco         | The Sopranos                      |       |
| Sally Field        | ER                                |       |
| Lauren Graham      | Gilmore Girls                     |       |
| Sela Ward          | Once and Again                    |       |
| 2001 (8e)          |                                   |       |
| Allison Janney     | The West Wing                     |       |
| Lorraine Bracco    | The Sopranos                      |       |
| Stockard Channing  | The West Wing                     |       |
| Tyne Daly          | Judging Amy                       |       |
| Edie Falco         | The Sopranos                      |       |
| Lauren Graham      | Gilmore Girls                     |       |
| 2002 (9e)          |                                   |       |
| Edie Falco         | The Sopranos                      |       |
| Lorraine Bracco    | The Sopranos                      |       |
| Amy Brenneman      | Judging Amy                       |       |
| Allison Janney     | The West Wing                     |       |
| Lily Tomlin        | The West Wing                     |       |
| 2003 (10e)         |                                   |       |
| Frances Conroy     | Six Feet Under                    |       |
| Stockard Channing  | The West Wing                     |       |
| Tyne Daly          | Judging Amy                       |       |
| Jennifer Garner    | Alias                             |       |
| Mariska Hargitay   | Law & Order: Special Victims Unit |       |
| Allison Janney     | The West Wing                     |       |
| 2004 (11e)         |                                   |       |
| Jennifer Garner    | Alias                             |       |
| Edie Falco         | The Sopranos                      |       |
| Allison Janney     | The West Wing                     |       |
| Christine Lahti    | Jack & Bobby                      |       |
| Drea de Matteo     | The Sopranos                      |       |
| 2005 (12e)         |                                   |       |
| Sandra Oh          | Grey's Anatomy                    |       |
| Patricia Arquette  | Medium                            |       |
| Geena Davis        | Commander in Chief                |       |
| Mariska Hargitay   | Law & Order: Special Victims Unit |       |
| Kyra Sedgwick      | The Closer                        |       |
| 2006 (13e)         |                                   |       |
| Chandra Wilson     | Grey's Anatomy                    |       |
| Patricia Arquette  | Medium                            |       |
| Edie Falco         | The Sopranos                      |       |
| Mariska Hargitay   | Law & Order: Special Victims Unit |       |
| Kyra Sedgwick      | The Closer                        |       |
| 2007 (14e)         |                                   |       |
| Edie Falco         | The Sopranos                      |       |
| Glenn Close        | Damages                           |       |
| Sally Field        | Brothers & Sisters                |       |
| Holly Hunter       | Saving Grace                      |       |
| Kyra Sedgwick      | The Closer                        |       |
| 2008 (15e)         |                                   |       |
| Sally Field        | Brothers & Sisters                |       |
| Mariska Hargitay   | Law & Order: Special Victims Unit |       |
| Holly Hunter       | Saving Grace                      |       |
| Elisabeth Moss     | Mad Men                           |       |
| Kyra Sedgwick      | The Closer                        |       |
| 2009 (16e)         |                                   |       |
| Julianna Margulies | The Good Wife                     |       |
| Patricia Arquette  | Medium                            |       |
| Glenn Close        | Damages                           |       |
| Mariska Hargitay   | Law & Order: Special Victims Unit |       |
| Holly Hunter       | Saving Grace                      |       |
| Kyra Sedgwick      | The Closer                        |       |

### 2010-2019
| Jaar                 | Acteur                            | Serie |
| -------------------- | --------------------------------- | ----- |
| 2010 (17e)           |                                   |       |
| Julianna Margulies   | The Good Wife                     |       |
| Glenn Close          | Damages                           |       |
| Mariska Hargitay     | Law & Order: Special Victims Unit |       |
| Elisabeth Moss       | Mad Men                           |       |
| Kyra Sedgwick        | The Closer                        |       |
| 2011 (18e)           |                                   |       |
| Jessica Lange        | American Horror Story             |       |
| Kathy Bates          | Harry's Law                       |       |
| Glenn Close          | Damages                           |       |
| Julianna Margulies   | The Good Wife                     |       |
| Kyra Sedgwick        | The Closer                        |       |
| 2012 (19e)           |                                   |       |
| Claire Danes         | Homeland                          |       |
| Michelle Dockery     | Downton Abbey                     |       |
| Jessica Lange        | American Horror Story: Asylum     |       |
| Julianna Margulies   | The Good Wife                     |       |
| Maggie Smith         | Downton Abbey                     |       |
| 2013 (20e)           |                                   |       |
| Maggie Smith         | Downton Abbey                     |       |
| Claire Danes         | Homeland                          |       |
| Anna Gunn            | Breaking Bad                      |       |
| Jessica Lange        | American Horror Story: Coven      |       |
| Kerry Washington     | Scandal                           |       |
| 2014 (21e)           |                                   |       |
| Viola Davis          | How to Get Away with Murder       |       |
| Claire Danes         | Homeland                          |       |
| Julianna Margulies   | The Good Wife                     |       |
| Tatiana Maslany      | Orphan Black                      |       |
| Maggie Smith         | Downton Abbey                     |       |
| Robin Wright         | House of Cards                    |       |
| 2015 (22e)           |                                   |       |
| Viola Davis          | How to Get Away with Murder       |       |
| Claire Danes         | Homeland                          |       |
| Julianna Margulies   | The Good Wife                     |       |
| Maggie Smith         | Downton Abbey                     |       |
| Robin Wright         | House of Cards                    |       |
| 2016 (23e)           |                                   |       |
| Claire Foy           | The Crown                         |       |
| Millie Bobby Brown   | Stranger Things                   |       |
| Thandie Newton       | Westworld                         |       |
| Winona Ryder         | Stranger Things                   |       |
| Robin Wright         | House of Cards                    |       |
| 2017 (24e)           |                                   |       |
| Claire Foy           | The Crown                         |       |
| Millie Bobby Brown   | Stranger Things                   |       |
| Laura Linney         | Ozark                             |       |
| Elisabeth Moss       | The Handmaid's Tale               |       |
| Robin Wright         | House of Cards                    |       |
| 2018 (25e)           |                                   |       |
| Sandra Oh            | Killing Eve                       |       |
| Julia Garner         | Ozark                             |       |
| Laura Linney         | Ozark                             |       |
| Elisabeth Moss       | The Handmaid's Tale               |       |
| Robin Wright         | House of Cards                    |       |
| 2019 (26e)           |                                   |       |
| Jennifer Aniston     | The Morning Show                  |       |
| Helena Bonham Carter | The Crown                         |       |
| Olivia Colman        | The Crown                         |       |
| Jodie Comer          | Killing Eve                       |       |
| Elisabeth Moss       | The Handmaid's Tale               |       |

### 2020-2029
| Jaar              | Acteur              | Serie |
| ----------------- | ------------------- | ----- |
| 2020 (27e)        |                     |       |
| Gillian Anderson  | The Crown           |       |
| Olivia Colman     | The Crown           |       |
| Emma Corrin       | The Crown           |       |
| Julia Garner      | Ozark               |       |
| Laura Linney      | Ozark               |       |
| 2021 (28e)        |                     |       |
| Jung Ho-yeon      | Squid Game          |       |
| Jennifer Aniston  | The Morning Show    |       |
| Elisabeth Moss    | The Handmaid's Tale |       |
| Sarah Snook       | Succession          |       |
| Reese Witherspoon | The Morning Show    |       |
| 2022 (29e)        |                     |       |
| Jennifer Coolidge | The White Lotus     |       |
| Elizabeth Debicki | The Crown           |       |
| Julia Garner      | Ozark               |       |
| Laura Linney      | Ozark               |       |
| Zendaya           | Euphoria            |       |
| 2023 (30e)        |                     |       |
| Elizabeth Debicki | The Crown           |       |
| Jennifer Aniston  | The Morning Show    |       |
| Bella Ramsey      | The Last of Us      |       |
| Keri Russell      | The Diplomat        |       |
| Sarah Snook       | Succession          |       |
| 2024 (31e)        |                     |       |
| Anna Sawai        | Shōgun              |       |
| Kathy Bates       | Matlock             |       |
| Nicola Coughlan   | Bridgerton          |       |
| Allison Janney    | The Diplomat        |       |
| Keri Russell      | The Diplomat        |       |